# Leposoma puk
Espèce
Leposoma puk est une espèce de sauriens de la famille des Gymnophthalmidae.

## Répartition
Cette espèce est endémique de l'État de Bahia au Brésil.

## Description
Le mâle holotype mesure 91 mm de longueur totale dont 38 mm de longueur standard et 53 mm de queue.

## Publication originale
- Rodrigues, Dixo, Pavan & Verdade, 2002 : A new species of Leposoma (Squamata, Gymnopthalmidae) from the remnant Atlantic Forests of the state of Bahia, Brazil. Papéis Avulsos de Zoologia, vol. 42, no 14, p. 335-350 (texte intégral).